# Bibliothèque Pascal
Pour plus de détails, voir Fiche technique et Distribution.
Bibliothèque Pascal est un film hongrois réalisé par Szabolcs Hajdu, sorti en 2010.

## Fiche technique
- Titre : Bibliothèque Pascal
- Réalisation : Szabolcs Hajdu
- Scénario : Szabolcs Hajdu
- Photographie : András Nagy
- Montage : Péter Politzer
- Production : Iván Angelusz, Marco Gilles, Andras Hamori, Gábor Kovács, Daniel Mann, Ernö Mesterházy, Mónika Mécs, Ági Pataki, András Poós, Péter Reich, Andrea Reuter, Judit Romwalter et Andrea Taschler
- Pays d'origine : Hongrie
- Format : Couleurs - 35 mm - 1,85:1 - Dolby Digital
- Genre : drame et fantastique
- Date de sortie : 2010

## Distribution
- Orsolya Török-Illyés : Mona
- Oana Pellea : Rodica Paparu
- Răzvan Vasilescu : Gigi Paparu
- Andi Vasluianu : Viorel
- Shamgar Amram : Pascal
- Lujza Hajdu : Viorica
- Philip Philmar : Snake face
- Eszter Tompa : Lolita